# Naraini
Naraini é uma cidade e uma nagar panchayat no distrito de Banda, no estado indiano de Uttar Pradesh.

## Demografia
Segundo o censo de 2001, Naraini tinha uma população de 13,124 habitantes. Os indivíduos do sexo masculino constituem 54% da população e os do sexo feminino 46%. Naraini tem uma taxa de literacia de 57%, inferior à média nacional de 59.5%: a literacia no sexo masculino é de 66% e no sexo feminino é de 45%. Em Naraini, 18% da população está abaixo dos 6 anos de idade.